# Шахта з привидами
«Шахта з привидами» (англ. The Haunted Mine) — вестерн 1946 року режисера Дервіна Абрагамса за сценарієм Френка Г. Янга. Це двадцята та остання стрічка із серії фільмів про маршала «Неваду» Джека Маккензі. Головні ролі зіграли Джонні Мак Браун, Реймонд Гаттон, Лінда Лейтон, Райлі Гілл, Джон Мертон та Рей Беннет. Прем'єра відбулась 2 березня 1946 року.

## У ролях
- Джонні Мак Браун — «Невада» Джек Маккензі
- Реймонд Гаттон — Сенді Гопкінс
- Лінда Лейтон — Дженні Дюрант
- Райлі Гілл — Дена Маклеода
- Джон Мертон — Стів Твінінг
- Рей Беннет — старий відлюдник
- Клер Вітні — місіс Дюрант
- Маршалл Рід — Блекі
- Роберт Бентл — Трейсі
- Террі Фрост — Білл Мід
- Лінтон Брент — Скайбол
- Леонард Сент-Лео — Стіррап
- Френк ЛаРу — Маттерсон